# Weltmeisterschaften im Gewichtheben 1911
Im Jahr 1911 fanden die 15., 16., 17. und 18. Weltmeisterschaften im Gewichtheben statt:
- Stuttgart, Deutsches Kaiserreich vom 29. bis 30. April 1911 mit 36 Gewichthebern aus drei Nationen[2]
- Berlin, Deutsches Kaiserreich vom 13. bis 14. Mai 1911 mit 27 Gewichthebern aus zwei Nationen[2]
- Dresden, Deutsches Kaiserreich am 26. Juni 1911 mit 21 Gewichthebern aus drei Nationen[2]
- Wien, Cisleithanien vom 29. Juni bis 2. Juli mit 32 Gewichthebern aus drei Nationen[2]

## Medaillengewinner
| Disziplin                                       | Gold                 | Silber               | Bronze                |
| ----------------------------------------------- | -------------------- | -------------------- | --------------------- |
| 15. Weltmeisterschaften in Stuttgart, Vierkampf |                      |                      |                       |
| Federgewicht                                    | Alfred Anschütz      | Emil Kliment         | Georg Vogel           |
| Leichtgewicht                                   | Ulrich Blaser        | Franz Komarek        | Peter Reinmuth        |
| Mittelgewicht                                   | Leopold Hennermüller | Eugen Ruhland        | Andreas Lutz          |
| Superschwergewicht                              | Josef Grafl          | Heinrich Rondi       | Heinrich Schneidereit |
| 16. Weltmeisterschaften in Berlin, Vierkampf    |                      |                      |                       |
| Federgewicht                                    | Emil Kliment         | Jakob Vogt           | Oswald Greth          |
| Leichtgewicht                                   | Josef Schwabl        | Albert Meyer         | Paul Gnauk            |
| Mittelgewicht                                   | Rudolf Oswald        | Leopold Hennermüller | Peter Haase           |
| Superschwergewicht                              | Karl Swoboda         | Berthold Tandler     | Franz Buchholz        |
| 17. Weltmeisterschaften in Dresden, Vierkampf   |                      |                      |                       |
| Federgewicht                                    | Rudolf Thamme        | Oswald Greth         | Georg Weißbeck        |
| Leichtgewicht                                   | Albert Meyer         | Nikolaus Winkler     | Max Kempe             |
| Mittelgewicht                                   | Hans Abraham         | Beertye Berculon     | August Stubner        |
| Superschwergewicht                              | Berthold Tandler     | Anton Dorregeest     | Hermann Gäßler        |
| 18. Weltmeisterschaften in Wien, Vierkampf      |                      |                      |                       |
| Federgewicht                                    | Emil Kliment         | Gustav Kubu          | Rudolf Meier          |
| Leichtgewicht                                   | Franz Komarek        | Josef Schwabl        | Leopold Butzek        |
| Mittelgewicht                                   | Leopold Hennermüller | Ulrich Blaser        | August Stubner        |
| Superschwergewicht                              | Karl Swoboda         | Josef Grafl          | Berthold Tandler      |

## Medaillenspiegel
Die Platzierungen im Medaillenspiegel sind nach der Anzahl der gewonnenen Goldmedaillen sortiert, gefolgt von der Anzahl der Silber- und Bronzemedaillen (lexikographische Ordnung). Weisen zwei oder mehr Nationen eine identische Medaillenbilanz auf, werden sie alphabetisch geordnet auf dem gleichen Rang geführt.
| Rang | Nation                | Gold | Silber | Bronze | Gesamt |
| ---- | --------------------- | ---- | ------ | ------ | ------ |
| 1.   | Cisleithanien         | 11   | 7      | 05     | 23     |
| 2.   | Deutsches Kaiserreich | 04   | 6      | 11     | 21     |
| 3.   | Schweiz               | 01   | 1      | 0      | 02     |
| 4.   | Niederlande           | 0    | 2      | 0      | 02     |